# Richard FitzAlan, XI conde de Arundel
Richard FitzAlan, IV o XI conde de Arundel y IX Conde de Surrey, KG (1346 - 21 de septiembre de 1397) fue un noble y comandante militar medieval inglés.

## Linaje
Nacido en 1346, era hijo de Richard FitzAlan, conde de Arundel y Leonor de Lancaster. Sucedió a su padre como Conde de Arundel el 24 de enero de 1376.
Su hermano fue Thomas Arundel, el Obispo de Ely de 1374 a 1388, Arzobispo de York de 1388 a 1397, y Arzobispo de Canterbury en 1397 y desde 1399 hasta su muerte en 1414.
En la coronación de Ricardo II, Richard FitzAlan llevó la corona.

## Almirante

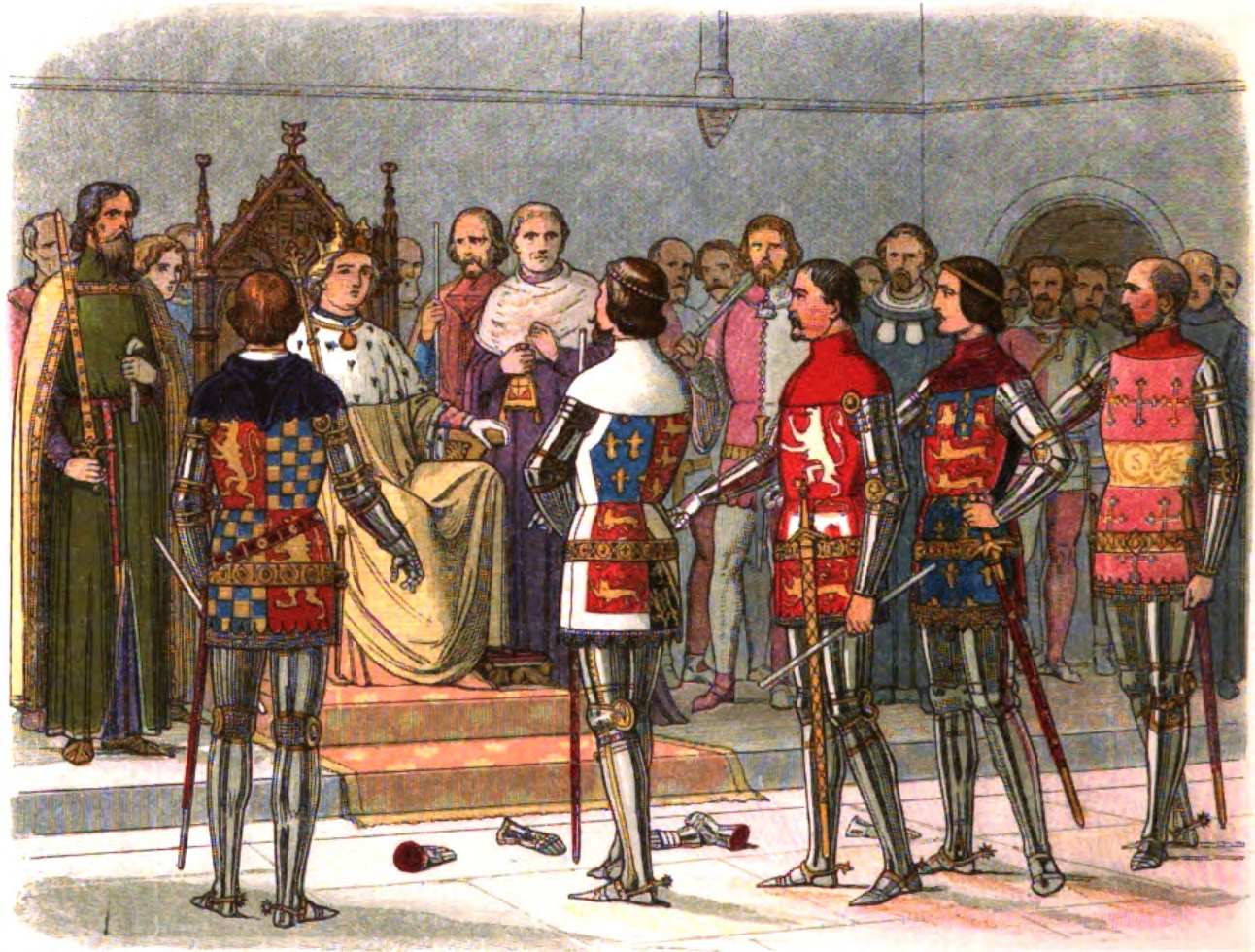
Richard FitzAlan, Conde de Arundel; Thomas de Woodstock, Duque de Gloucester; Thomas de Mowbray, Conde de Nottingham; Henry, Conde de Derby (posteriorment Enrique IV); y Thomas de Beauchamp, XII conde de Warwick, demandan a Ricardo II que les deje probar por las armas la justicia para su rebelión

En 1377, Richard FitzAlan llevó el título de Almirante del oeste y sur. En esta posición, atacó Harfleur en Whitsun 1378, pero tuvo que regresar a sus barcos por los defensores. Más tarde, él y Juan de Gante intentaron tomar Saint-Malo pero sin éxito.

### Lucha por el poder
FitzAlan estaba estrechamente relacionado con Thomas, Duque de Gloucester, tío de Ricardo II. Thomas era contrario a las intenciones de Ricardo de buscar la paz con Francia en la Guerra de los Cien Años lo que llevó a un enfrentamiento entre ambos. A finales de 1386, Gloucester forzó a Ricardo II a nombrarle a él y a Richard FitzAlan consejeros reales. Este Consejo tenía el propósito de ser un Consejo de Regencia para Ricardo II. Aun así, el rey limitó la duración de los poderes del Consejo a un año.

### Caballero de la Jarretera
En 1386, Richard II nombró a Richard FitzAlan Almirante de Inglaterra y le hizo Caballero de la Jarretera. Como Almirante de Inglaterra, derrotó a una flota Franco-hispana-flamenca en la costa de Margate en marzo de 1387, junto con Thomas de Mowbray, Conde de Nottingham.

## Nuevos favoritos
En agosto de 1387, el Rey despidió a Gloucester y FitzAlan del Consejo y les reemplazó con sus favoritos , incluyendo al Arzobispo de York, Alexander Neville; al Duque de Irlanda, Robert de Vere; Michael de la Pole, Conde de Suffolk; Lord Robert Tresilian, quién era el Justiciar Jefe ; y el antiguo Alcalde de Londres Nicholas Brembre.

## Radcot Bridge
El Rey convocó a Gloucester y FitzAlan a una reunión. Sin embargo, en lugar de asistir, reclutaron tropas y derrotaron al nuevo Consejo en Radcot Bridge el 22 de diciembre de 1387. Durante aquella batalla, tomaron prisioneros a los favoritos. Al año siguiente, el Parlamento Despiadado condenó a los favoritos.
FitzAlan fue uno de los Lores de Apelación que acusó y condenó a los favoritos de Ricardo II. Se hizo particularmente odioso ante el Rey por rechazar, junto con Gloucester, perdonar la vida a Sir Simon de Burley que había sido condenado por el Parlamento Despiadado. Esto incluso después de la reina, Ana de Bohemia, suplicara piedad de rodillas. Ricardo nunca perdonó esta humillación y previsto y esperó a su momento de venganza.
Arundel fue nombrado Gobernador de Brest en 1388.

### Oposición a la paz
La paz fue concluida con Francia en 1389. Aun así, Richard FitzAlan siguió a Gloucester y afirmó que nunca estaría de acuerdo con el tratado firmado.

## Matrimonio y niños
Arundel se casó en dos ocasiones.
Su primera mujer fue Elizabeth de Bohun, hija de William de Bohun, Conde de Northampton y Elizabeth de Badlesmere. Se casaron alrededor del 28 de septiembre de 1359 y tuvieron siete hijos:
- Thomas FitzAlan, Conde de Arundel[1]
- Lady Eleanor FitzAlan (c. 1365-1375), casada el 28 de octubre de 1371, a los seis años con Robert de Ufford.
- Elizabeth FitzAlan (c. 1366-8 de julio de 1425), casada con William Montacute (antes de diciembre 1378); y luego en 1384 con Thomas Mowbray, Duque de Norfolk. En tercer lugar, en agosto de 1401, con Sir Robert Goushill de Hoveringhamy en cuarto lugar en 1411, con Sir Gerard Afflete.[1][8]
- Joan FitzAlan (1375-14 de noviembre de 1435), casada con William Beauchamp, Barón Bergavenny;[1]
- Alice FitzAlan (1378- antes de octubre de 1415), casado antes de marzo de 1392 con John Charleton, Barón Cherleton. Tuvo un affair con el cardenal Henry Beaufort.
- Margaret FitzAlan, casada con Sir Rowland Lenthall.[1]
- William (o Richard) FitzAlan

Después de la muerte de su primera mujer en 1385, Arundel se casó con Philippa Mortimer, hija de Edmund Mortimer, III Conde de la Marca. Su madre era Philippa Plantagenet, la única hija de Leonel de Amberes y una nieta de Eduardo III.

## Muerte y sucesión
En 1394, Arundel era otra vez un miembro del consejo real, y estuvo implicado en una disputa con Juan de Gante, al que acusó en el parlamento de aquel año. FitzAlan siguió enfrentándose al rey por llegar tarde al funeral de la reina. Ricardo II, enfurecido, arrancó una vara y golpeó a FitzAlan en la cara derramando sangre. Poco después, el Rey fingió una reconciliación pero solo estaba haciendo tiempo esperando el mejor momento para golpear.
Arundel fue persuadido por su hermano Thomas para rendirse y confiar en a la clemencia del rey. El 12 de julio de 1397, Richard fue arrestado para su oposición a Ricardo, así como por conspirar con Gloucester para encarcelar el rey. Fue juzgado en Westminster y desposeído. Fue decapitado el 21 de septiembre de 1397 y enterrado en la iglesia de los Augustinos de Bread Street, Londres. La tradición afirma que sus palabras finales fueron para el verdugo, "No me atormentes mucho tiempo, corta mi cabeza de un golpe".
En octubre de 1400, la desposesión fue revocada y su hijo Thomas sucedió a las propiedades y honores de su padre.